# Reggenza di Dogiyai
La reggenza di Dogiyai (in indonesiano: Kabupaten Dogiyai) è una reggenza dell'Indonesia, situata nella provincia di Papua centrale.